# تلخو
تَلخو، روستایی است از توابع بخش کاکی در شهرستان دشتی استان بوشهر ایران.
این روستا در دهستان کاکی قرار دارد.

## جمعیت
بر اساس سرشماری آمار رسمی سال ۱۳۹۵ جمعیت این روستا ۶۹۰ نفر (با ۱۸۷ خانوار) می‌باشد.
این روستا روحانیانی شریعتمدار مانند آخوند ملافتح الله زارعی و نوه ایشان  حاج شیخ محمد خواجه در خود داشته که در حوزه علمیه نجف اشرف و سپس در شهر مقدس قم در حال تحصیل بوده و همچنین زادگاه پدری علی دشتی نویسنده و سیاستمدار مشهور ایرانی در زمان پهلوی است.